# Erik Blomqvist (Leichtathlet)

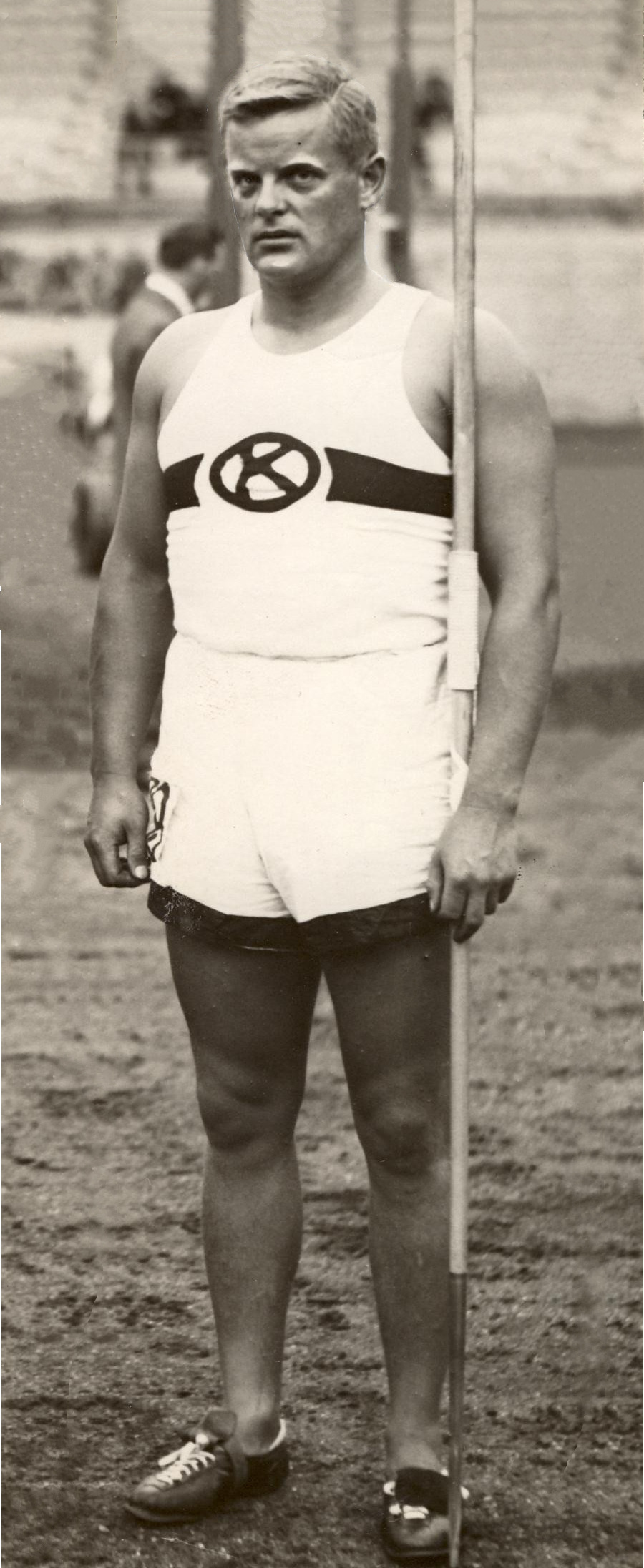
Erik Blomqvist

Erik Blomqvist (Erik Berthild Ruben „Blomman“ Blomqvist; * 4. November 1896 in Stockholm; † 14. Januar 1967 ebd.) war ein schwedischer Speerwerfer und Kugelstoßer.
Bei den Olympischen Spielen 1920 in Antwerpen kam er im Speerwurf auf den achten und im Kugelstoßen auf den 16. Platz. 1924 wurde er bei den Olympischen Spielen in Paris Sechster im Speerwurf.
Zweimal wurde er Schwedischer Meister im Speerwurf (1925, 1929) und fünfmal im beidarmigen Speerwurf (1915, 1916, 1922, 1923, 1925).

## Persönliche Bestleistungen
- Kugelstoßen: 13,03 m, 1926
- Speerwurf: 62,38 m, 19. Juni 1924, Stockholm